# 蘇里南犬牙石首魚
蘇里南犬牙石首魚為輻鰭魚綱鱸形目鱸亞目石首魚科的其中一種，分布於西大西洋區，從巴拿馬至阿根廷淡水及鹹水域，本魚身體幾乎統一的銀色，背部暗綠色，胸鰭下部，腹鰭，尾鰭通常為橙黃色，口大且斜，下頜稍突出，上顎具大型犬齒狀牙齒，下巴沒有觸鬚，背鰭硬棘11枚，背鰭軟條17-22枚，臀鰭硬棘2枚，臀鰭軟條7-9枚，體長可達110公分，棲息在沿岸、河口沙泥底質海域，成群活動，屬肉食性，以魚類、蝦子等為食，可做為食用魚、觀賞魚及遊釣魚。